# Ministerium für Klimaschutz, Umwelt, Energie und Mobilität Rheinland-Pfalz
Das Ministerium für Klimaschutz, Umwelt, Energie und Mobilität (kurz MKUEM) ist eine oberste Landesbehörde und neben der Staatskanzlei eines der neun Ministerien der Landesregierung von Rheinland-Pfalz. Das Ministerium wurde nach der Landtagswahl in Rheinland-Pfalz 2021 neu formiert und löste das Ministerium für Umwelt, Energie, Ernährung und Forsten (kurz: MUEEF) ab. Es hat seinen Sitz in der Landeshauptstadt Mainz.

## Ministerium
Das Ministerium wird seit dem 15. Dezember 2021 von Katrin Eder (Grüne) geleitet, die zuvor Staatssekretärin des Ministeriums war. Sie wird von den Staatssekretären Erwin Manz und Michael Hauer (beide Grüne) unterstützt. Gegründet am 23. Mai 1985 als Ministerium für Umwelt und Gesundheit erhielt das Ministerium seinen jetzigen Ressortzuschnitt mit Antritt der rot-grün-gelben Landesregierung am 18. Mai 2021.

## Umweltminister des Landes Rheinland-Pfalz seit 1979

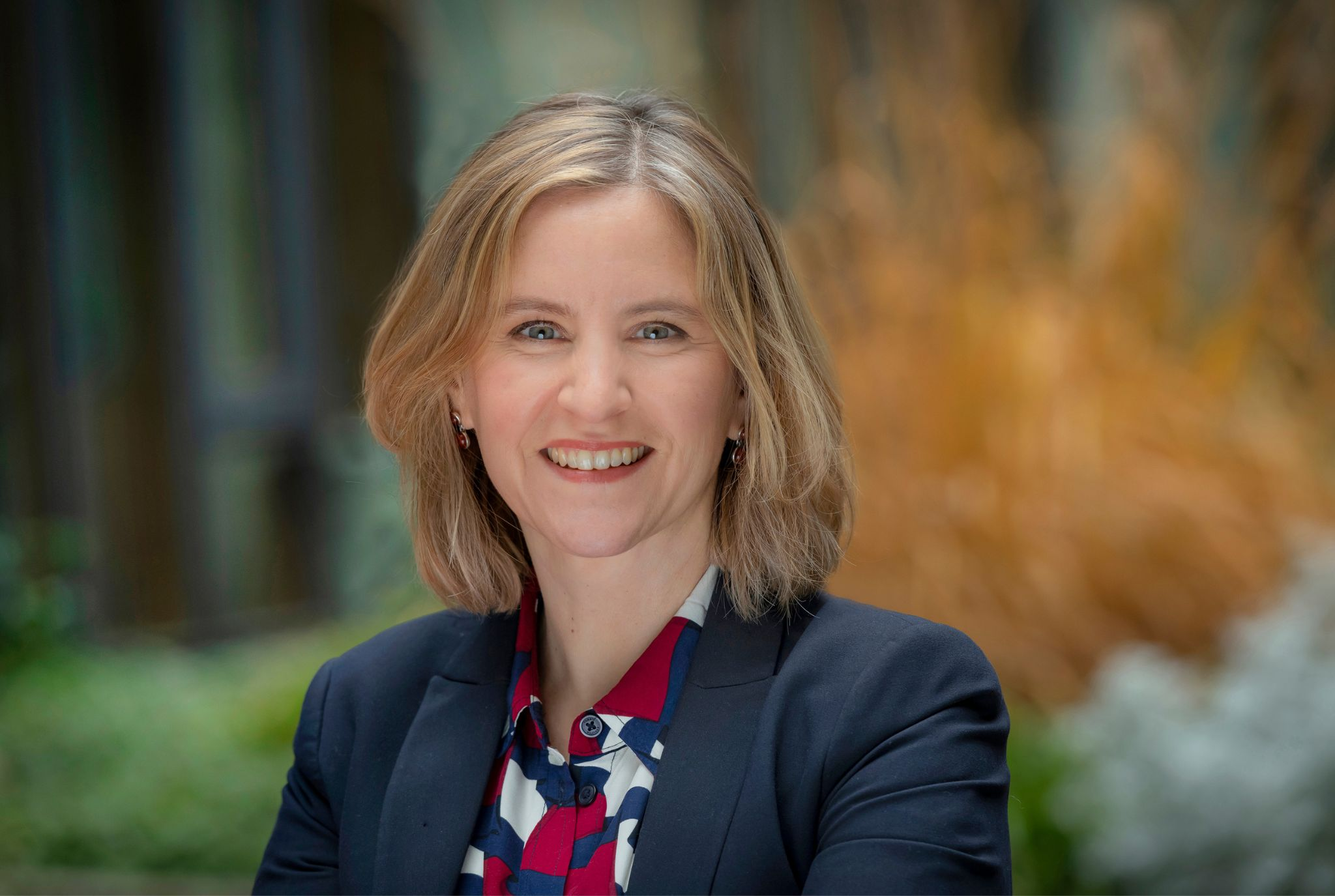
Ministerin Katrin Eder (2021)

| Name                                                                | Amtsantritt                                           | Kabinett                                              | Partei                                                |
| Minister für Landwirtschaft, Weinbau und Umweltschutz               | Minister für Landwirtschaft, Weinbau und Umweltschutz | Minister für Landwirtschaft, Weinbau und Umweltschutz | Minister für Landwirtschaft, Weinbau und Umweltschutz |
| ------------------------------------------------------------------- | ----------------------------------------------------- | ----------------------------------------------------- | ----------------------------------------------------- |
| Otto Meyer                                                          | 18. Mai 1971 20. Mai 1975 2. Dezember 1976            | Kohl II Kohl III Vogel I                              | CDU                                                   |
| Minister für Soziales, Gesundheit und Umwelt                        |                                                       |                                                       |                                                       |
| Georg Gölter                                                        | 18. Mai 1979                                          | Vogel II                                              | CDU                                                   |
| Rudi Geil                                                           | 12. Juni 1981 18. Mai 1983                            | Vogel II Vogel III                                    | CDU                                                   |
| Minister für Umwelt und Gesundheit                                  |                                                       |                                                       |                                                       |
| Klaus Töpfer                                                        | 23. Mai 1985                                          | Vogel III                                             | CDU                                                   |
| Hans-Otto Wilhelm                                                   | 23. Juni 1987                                         | Vogel IV                                              | CDU                                                   |
| Alfred Beth                                                         | 8. Dezember 1988                                      | Wagner                                                | CDU                                                   |
| Minister für Umwelt                                                 |                                                       |                                                       |                                                       |
| Klaudia Martini                                                     | 21. Mai 1991                                          | Scharping                                             | SPD                                                   |
| Minister für Umwelt und Forsten                                     |                                                       |                                                       |                                                       |
| Klaudia Martini                                                     | 26. Oktober 1994 20. Mai 1996 18. Mai 2001            | Beck I Beck II Beck III                               | SPD                                                   |
| Margit Conrad                                                       | 20. September 2001                                    | Beck III                                              | SPD                                                   |
| Minister für Umwelt, Forsten und Verbraucherschutz                  |                                                       |                                                       |                                                       |
| Margit Conrad                                                       | 18. Mai 2006                                          | Beck IV                                               | SPD                                                   |
| Minister für Umwelt, Landwirtschaft, Ernährung, Weinbau und Forsten |                                                       |                                                       |                                                       |
| Ulrike Höfken                                                       | 18. Mai 2011 16. Januar 2013                          | Beck V Dreyer I                                       | Grüne                                                 |
| Minister für Umwelt, Energie, Ernährung und Forsten                 |                                                       |                                                       |                                                       |
| Ulrike Höfken                                                       | 18. Mai 2016                                          | Dreyer II                                             | Grüne                                                 |
| Anne Spiegel                                                        | 1. Januar 2021                                        | Dreyer II                                             | Grüne                                                 |
| Minister für Klimaschutz, Umwelt, Energie und Mobilität             |                                                       |                                                       |                                                       |
| Anne Spiegel                                                        | 18. Mai 2021                                          | Dreyer III                                            | Grüne                                                 |
| Katharina Binz (kommissarisch)                                      | 7. Dezember 2021                                      | Dreyer III                                            | Grüne                                                 |
| Katrin Eder                                                         | 15. Dezember 2021 10. Juli 2024                       | Dreyer III Schweitzer                                 | Grüne                                                 |

## Sitz und Gebäude
Sitz des Ministeriums ist in der Kaiser-Friedrich-Straße in Mainz, in der Nähe der Kaiserstraße (B 40) und der Christuskirche.